# Крылов, Алексей Георгиевич
Алексей Георгиевич Крыло́в (1908 — ?) — советский партийный и хозяйственный деятель, в 1961—1966 годах член ЦК КПСС. Организатор автомобильной промышленности.

## Биография
Из рабочих. Окончил Московский автомеханический институт имени М. В. Ломоносова. Член ВКП(б) с 1943 года.
В 1932—1942 годах работал на Московском автомобильном заводе имени И. В. Сталина: техник, технолог, главный технолог и зам. главного инженера.
В 1942—1944 годах в Наркомсредмаше. В 1944—1948 годах представитель автотракторной промышленности СССР, зам. нач. отдела «Станкоимпорт» правительственной советской закупочной комиссии в США.
В 1949—1952 годах главный инженер — зам. директора Московского автозавода. В 1952—1953 годах зам. министра автотракторной промышленности СССР.
В 1954—1963 директор Московского автомобильного завода имени И. В. Сталина.
В 1961—1966 член ЦК КПСС.
Депутат ВС СССР V созыва (1958—1962).

## Награды и премии
- Сталинская премия третьей степени (1951) — за создание нового образца автомобиля
- ордена и медали